# Rafael Alba
Rafael Yunier Alba Castillo (* 12. August 1993 in Santiago de Cuba) ist ein kubanischer Taekwondoin. Er startet in den oberen Gewichtsklassen über 80 Kilogramm.

## Erfolge
Rafael Alba sicherte sich 2010 bei den Zentralamerika- und Karibikspielen in Mayagüez in der Gewichtsklasse über 87 Kilogramm die Silbermedaille. Drei Jahre darauf wurde er in Puebla in der Gewichtsklasse bis 87 Kilogramm Weltmeister. In derselben Gewichtsklasse gewann er 2014 in Veracruz bei den Zentralamerika- und Karibikspielen ebenfalls die Goldmedaille. Eine weitere Goldmedaille folgte bei den Panamerikanischen Spielen 2015 in Toronto in der Gewichtsklasse über 80 Kilogramm. Im selben Jahr schloss er die Weltmeisterschaften in Tscheljabinsk in der Gewichtsklasse über 87 Kilogramm auf dem dritten Platz ab. 2016 gab Alba in Rio de Janeiro sein Olympiadebüt. In der Schwergewichts-Konkurrenz über 80 Kilogramm erreichte er das Viertelfinale, in dem er dem Usbeken Dmitriy Shokin unterlegen war und damit ausschied.
Sein nächster Erfolg gelang Alba bei den Zentralamerika- und Karibikspielen 2018 in Barranquilla, bei denen er wie schon 2014 in der Klasse bis 87 Kilogramm die Goldmedaille gewann. 2019 belegte er bei den Panamerikanischen Spielen in Lima in der Klasse über 80 Kilogramm den zweiten Platz und wurde in Manchester in der Klasse über 87 Kilogramm zum zweiten Mal Weltmeister.
Bei den 2021 ausgetragenen Olympischen Spielen 2020 in Tokio unterlag Alba in seiner Konkurrenz bereits zum Auftakt dem Nordmazedonier Dejan Georgievski mit 8:11. Da dieser das Finale erreichte, zog Alba in die Hoffnungsrunde ein, in deren ersten Runde er den Ivorer Seydou Gbané mit 8:2 bezwang. Im Kampf um Bronze setzte er sich gegen Sun Hongyi aus China knapp mit 5:4 durch und sicherte sich so den Medaillengewinn. Drei Jahre später sicherte er sich bei den Olympischen Spielen in Paris in der Klasse über 80 kg eine weitere Bronzemedaille.